# United Center
United Center är en inomhusarena för bland annat ishockey och basket i Chicago i Illinois i USA.
Arenan rymmer cirka 23 500 åskådare och stod klar i augusti 1994. Den ersatte Chicago Stadium.